# Ойген д'Албер
Ойген д'Албер (на немски: Eugen d'Albert) е шотландско-германски композитор, диригент и пианист.

## Биография
Роден е на 10 април 1864 г. в Глазгоу, Шотландия, Обединено кралство Великобритания и Ирландия. На 16 години е вече известен пианист. Негови учители са Ернст Пауер и Ханс Рихтер, а по-късно и Ференц Лист.
Първата си опера „Рубинът“ написва през 1893 г. През следващите 10 години пише още 6 опери – сред тях е „Каин“. Най-голямата си слава като оперен композитор постига с операта „В долината“, която е написана през 1903 г. с либрето на Рудолф Лотар по драмата Terra baixa (1896) на писателя Àngel Guimerà от Каталония. Тя е представена за пръв път през същата година в Прага.
През 1907 г. става директор на Висшето училище по музика в Берлин, поради което има широко влияние върху музикалното образование в Германия. Заема също длъжността капелмайстор в Двора на Ваймар. Приема швейцарско гражданство през 1914 г.
Автор е на повече от 20 опери, сред които по-известни са „Мъртвите очи“, „Революционна сватба“, „Черната орхидея“ и „Голем“.
Има 11 деца от 6 брака. В процес на развод в Рига с последната си съпруга умира на 3 март 1932 г. Погребан е край езерото Лугано в Моркоте, кантон Тичино, на 10 км от гр. Лугано, Швейцария.

## За него
- Lederer, Josef-Horst. „Albert, Eugen d'“, В: Die Musik in Geschichte und Gegenwart (MGG), biographical part, vol. 1 (Kassel: Bärenreiter, 1999), cc. 336 – 339.
- Pangels, Charlotte. Eugen d'Albert: Wunderpianist und Komponist: eine Biographie (Zürich & Freiburg: Atlantis Musikbuch-Verlag, 1981), ISBN 3-7611-0595-9
- Raupp, Wilhelm. Eugen d'Albert. Ein Künstler- und Menschenschicksal (Leipzig: Koehler und Amelang, 1930).
- Sadie, Stanley (ed.). The New Grove Dictionary of Opera, 4 vols. (1992).
- Tyler, Luke. Eugen d'Albert (1864 – 1932) and His Piano Sonata, Op. 10: Its Use of Unifying Devices and Formal Structure (DA diss, Ball State University, 2014).